# Ben Hardy (aktor)
Ben Hardy, właśc. Ben Jones (ur. 2 stycznia 1991 w Bournemouth) – brytyjski aktor filmowy i telewizyjny. Zagrał m.in. w filmach X-Men: Apocalypse oraz w Bohemian Rhapsody o rockowym zespole Queen w roli perkusisty Rogera Taylora.

## Wczesne życie
Hardy urodził się w Bournemouth w Dorset  i dorastał w Sherborne. Uczęszczał do szkoły podstawowej Sherborne Abbey, a następnie do Gryphon School. Jako uczeń w Gryphon School Hardy zagrał sierżanta Francisa Troya w szkolnej adaptacji książki Z dala od zgiełku.

## Kariera
W 2012 roku Ben grał Arthura Wellesleya w przedstawieniu Davida Hare'a The Judas Kiss razem z Rupertem Everettem. Początkowo sztuka była grana w Hampstead Theatre od września do października 2012 roku, jednak w styczniu 2013 po otrzymaniu pozytywnych recenzji z występów w Bath, Richmond, Brighton i Cambridge zaczęto ją wystawiać w Duke of York’s Theatre należącym do West Endu.
19 kwietnia 2013 roku Hardy ogłosił, że chciałby zagrać Petera Beale w długo działającej operze mydlanej BBC EastEnders, przejmując tę rolę po Thomasie Law, który wcielał się w postać w latach 2006-2010. Ben powiedział: „Jestem bardzo podekscytowany dołączeniem do fantastycznej obsady EastEnders — show, które moja rodzina ogląda od lat. Nie mogę się doczekać kiedy będę chodzić w butach postaci z taką ilością historii i kiedy tam utknę″. W serialu po raz pierwszy pojawił się 7 czerwca 2013. 19 listopada 2014 Hardy ogłosił, że opuszcza produkcję. Ostatni odcinek z jego udziałem swoją premierę miał 24 lutego 2015.
Aktor w 2016 zadebiutował na wielkim ekranie występując w filmie Bryana Singera pt. X-Men: Apocalypse gdzie zagrał skrzydlatego mutanta Archangela. Wkrótce potem został obsadzony w roli pisarza Johna Williama Polidori w filmie Mary Shelley w reżyserii Haify Al-Mansour u boku takich aktorów jak Douglas Booth czy Elle Fanning. Hardy w późniejszym czasie wcielił się także w strażaka Wade'a Parkera, który w 2013 roku stracił życie w pożarze nieopodal Yarnell w dramacie akcji Josepha Kosinskiego Tylko dla odważnych.
W kwietniu 2018 roku wystąpił w głównej roli Waltera Hartrighta w filmie The Woman in White będącym adaptacją książki Wilkie Collinsa pt. Kobieta w bieli.
Ben Hardy wcielił się też w rolę perkusisty rockowego zespołu Queen — Rogera Taylora w filmie biograficznym z 2018 roku Bohemian Rhapsody za co został nominowany do nagrody Gildii Aktorów Ekranowych za „Wybitny występ zespołu aktorskiego w filmie kinowym″ podczas 25. ceremonii wręczenia tychże nagród.

## Filmografia

### Filmy
| Rok  | Tytuł               | Rola                  | Uwagi          |
| ---- | ------------------- | --------------------- | -------------- |
| 2016 | X-Men: Apocalypse   | Archangel             | debiut filmowy |
| 2017 | Mary Shelley        | John William Polidori |                |
| 2017 | Tylko dla odważnych | Wade Parker           |                |
| 2018 | Bohemian Rhapsody   | Roger Taylor          |                |
| 2019 | 6 Underground       | Four                  |                |
| 2020 | Pixie               | Frank McCullen        |                |
| 2021 | The Voyeurs         | Sebastian             |                |
| 2023 | Serce w chmurach    | Oliver Jones          |                |

### Telewizja
| Rok       | Tytuł                 | Rola             | Uwagi     |
| --------- | --------------------- | ---------------- | --------- |
| 2012      | Z pamiętnika położnej | Reporter         | 1 odcinek |
| 2013-2015 | EastEnders            | Peter Beale      |           |
| od 2013   | Drunk History         | Król Artur       |           |
| 2018      | The Woman in White    | Walter Hartright |           |